# La Chicayota
La Chicayota är en ort i Mexiko.   Den ligger i kommunen San Ignacio och delstaten Sinaloa, i den centrala delen av landet, 900 km nordväst om huvudstaden Mexico City. La Chicayota ligger 8 meter över havet och antalet invånare är 198.
Terrängen runt La Chicayota är platt västerut, men åt nordost är den kuperad. Havet är nära La Chicayota åt sydväst. Runt La Chicayota är det ganska tätbefolkat, med 134 invånare per kvadratkilometer. Närmaste större samhälle är El Patole, 13,2 km nordväst om La Chicayota. I omgivningarna runt La Chicayota växer i huvudsak lövfällande lövskog.